# Florey (Mondkrater)
Florey ist ein Einschlagkrater auf dem Mond in der Nähe des Mondnordpols südwestlich von Peary und nordwestlich von Byrd.
Der Krater wurde 2009 von der IAU nach Howard Walter Florey, einem britischen Pathologen (1898–1968) benannt.